# Frøyfjorden
Frøyfjorden er havområdet mellem økommunerne Frøya og Hitra i Trøndelag fylke i Norge. I vest grænser fjorden til Ramsøyfjorden og i øst til den sydlige del af Frohavet.
Fjorden er ikke dyb, kun cirka 100 meter, men med løs og dårlig havbund, hvilket medførte, at da Frøyatunnelen mellem de to øer blev projekteret og bygget i 1990'erne, måtte tunnelforløbet  ændres og hele tunnelen frysestøbes. Tunnellen blev åbnet i 2000 og er 5.305 meter lang, og når ned i en dybde af 150 m under havoverfladen.
Før tunnellen blev bygget var der færgeforbindelse mellem  Kjerringvåg på Dolmøya nord for, men forbundet med  Hitra, og Flatval på Frøya.